# Antilopini
Antilopini — триба оленеподібних (Artiodactyla) ссавців з родини бикових (Bovidae).

## Роди
- - Ammodorcas (1 вид)
  - Antidorcas (1 вид)
  - Antilope — Антилопа (1 вид)
  - Dorcatragus (1 вид)
  - Eudorcas (4 види)
  - Gazella — Газель (9 видів)
  - Litocranius (1 вид)
  - Madoqua — Дікдік (8 видів)
  - Nanger (5 видів)
  - Ourebia (1 вид)
  - Procapra (3 види)
  - Raphicerus (3 види)
  - Saiga — Сайгак (1 вид)